# Ягафаров Аллабірде Нурмухаметович
Ягафаров Аллабірде Нурмухаметович (башк. Йәғәфаров Аллабирҙе Нурмөхәммәт улы 1886–1922) — один з лідерів Башкирського національного руху, член Башкирського уряду, комісар народної освіти Автономної Башкирської радянської республіки.

## Життєпис
Народився 1886 року селі Беляу (Блявтамак) Усерганскої волості Орського повіту Оренбурзької губернії (нині частина м. Мєдногорськ в Оренбурзькій області).
Був делегатом I Всеросійського мусульманського з'їзду. Став одним з організаторів Башкирського обласного бюро і I Всебашкірского курултаю (з'їзду).
Після II і III Всебашкірських курултаїв Ягафаров був включений до складу уряду і передпарламенту Башкортостану — Малий Курултай. У складі Башкирського уряду був Керуючим внутрішніх справ республіки.
29 січня 1919 року на загальній нараді за участю членів уряду, передпарламенту і членів Башкирської національної ради уряд був реорганізований в Башревком, до складу якого був введений Ягафаров.

 Після виходу травневого декрету 1920 року ВЦВК і РРФСР, який обмежував права Автономної Башкирської Радянської соціалістичної Республіки і порушував статті Угоди, члени Башкирського Уряду подали в колективну відставку, вирішивши залишити в Стерлітамаці (в тодішній столиці республіки) тільки Ягафарова для зв'язку. Ось як він оцінював травневий декрет: 
 «Положення про БСФ від 22 травня 1920 року, справило на наших працівників вбивче враження. Ми створили автономну республіку, тепер Центр її ліквідує. Нам стало ясно, що ми працюємо в порожньому просторі ». 
 Після цього, Аллабірде Ягафаров йде з політики і переходить до роботи в апарат Наркомосу і вирішив там зайнятися вивченням історії Башкортостану і башкирської словесності. У 1921 році Ягафаров був запрошений для роботи в Башцентрсоюз, де керував відділом громадської думки при організації «ААД» . 
Аллабірде Ягафаров був відряджений в 1922 році в Усерганський кантон для ревізії справ кантвідділення, але по дорозі в Самару захворів сипняком (висипний тиф) і помер 25 лютого 1922 році.